# Happy (cântec de Leona Lewis)
Happy este primul disc single extras de pe cel de-al doilea album de studio al cântăreței de origine engleză, Leona Lewis. Pentru a promova piesa, Lewis a susținut un recital în cadrul concertului VH1 Divas și a avut o interpretare în finala concursului America's Got Talent. La scurt timp cântecul „Happy” a devenit un hit, ocupând poziții înalte în clasamentele de specialitate din Europa.